# Карденьяхімено
Карденьяхімено (ісп. Cardeñajimeno) — муніципалітет в Іспанії, у складі автономної спільноти Кастилія-і-Леон, у провінції Бургос. Населення — 941 особа (2010).
Муніципалітет розташований на відстані близько 210 км на північ від Мадрида, 5 км на схід від Бургоса.
На території муніципалітету розташовані такі населені пункти: (дані про населення за 2010 рік)
- Карденьяхімено: 698 осіб
- Сан-Медель: 243 особи

## Демографія
Динаміка населення (INE ):